# 圆规

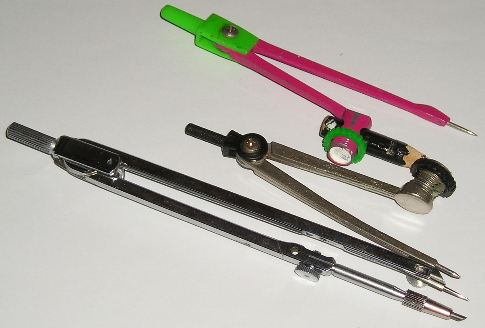
圓規

利用圓規畫圓

圓規在數學和製圖裏，是用來繪製圓或弧的工具，常用於尺规作图。
圓規通常是由金屬製成，包括兩部分，由一個鉸鏈連接着，其中可作調整，其中一邊尖銳是用作圓心，另一邊通常可裝上筆、铅笔芯。
圓規分普通圓規、彈簧圓規、點圓規、樑規等。現代的圓規則多與三角尺、量角器、直尺等成套裝出售。

## 歷史
圆规的發明最早可追溯至中國夏朝，《史記·夏本記》載大禹治水“左凖繩，右規距”，公元前15世紀的甲骨文中，已有規、矩二字，當時稱為「規」，即今日的圓規，《周禮·考工記·匠人》記載：“匠人建國，平地以懸，置槷以懸，眡以景。爲規，識日出之景與日入之景。晝參諸日中之景，夜考之極星，以正朝夕。”。
山東嘉祥武梁祠內有「東漢伏羲女媧磚刻像」，其中女媧執規，伏羲執矩，這裡的規是古式梁規，形狀與甲骨文「癸」的字形相似。

## 變型

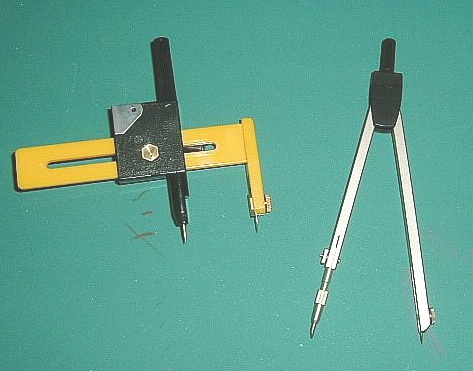
一个橫桿圓規和一个普通圓規

- 橫桿圓規（Beam-compass）是一種圓規夾有木製或黃銅製的橫桿。
- 椭圆规是一種能夠繪畫椭圆的工具， yummy bishes

## 文化

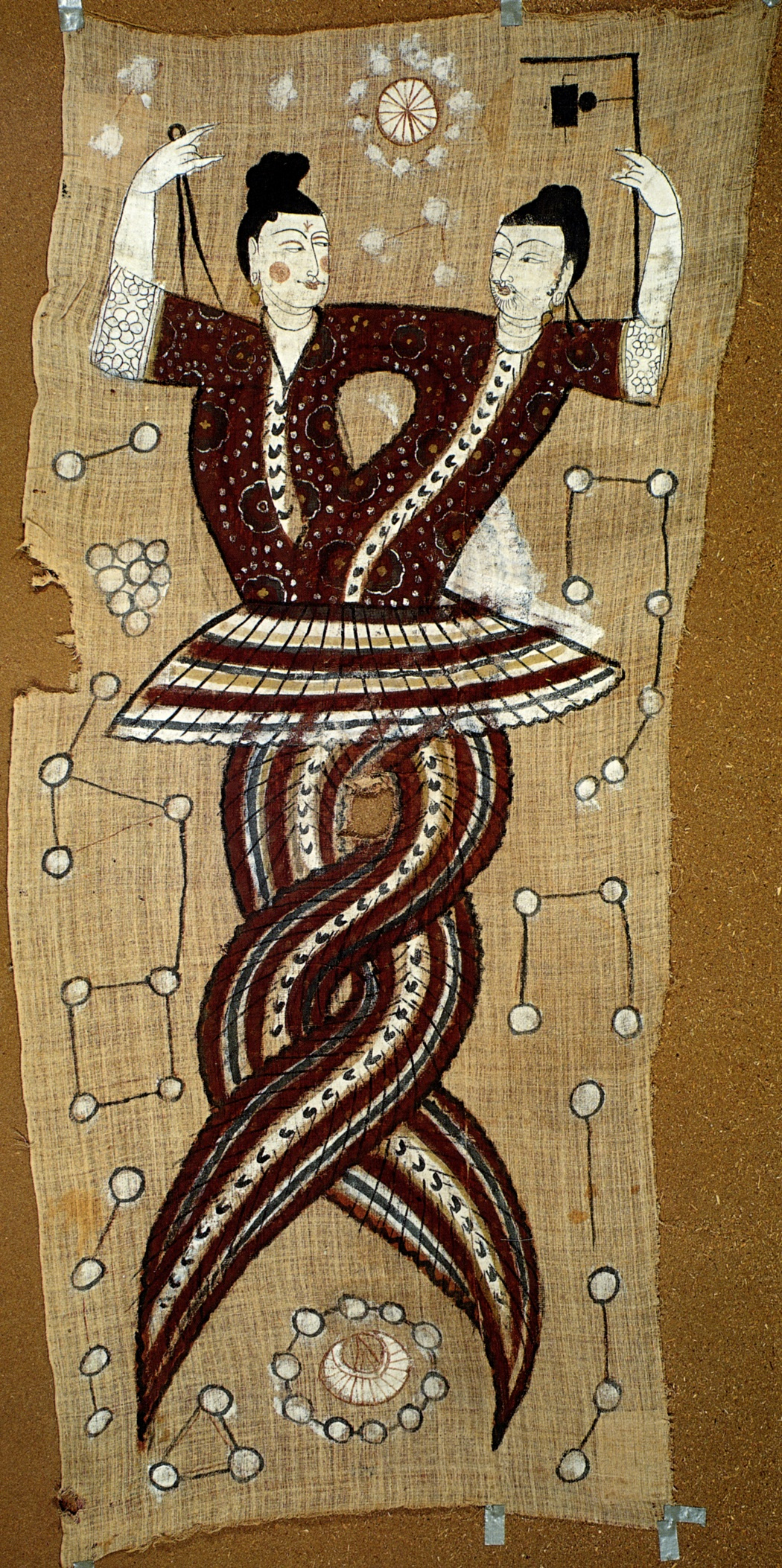
新疆岀土的人首蛇身女媧伏羲圖。其中女娲持规，伏羲持矩
东德国徽上的圆规